# Joong-ang Ilbo
Le Joong-ang Ilbo (coréen : 중앙일보) ou Korea Daily en anglais est un quotidien sud-coréen et américain de sensibilité conservatrice fondé en 1965. Il est l'un des trois principaux quotidiens du pays.
Son tirage dépasse les 2 000 000 exemplaires.
Le PDG est Hong Seok-hyun. 
L'un de ses rédacteurs en chef fut Park Bo-gyoon, futur Ministre de la Culture.